# De Billy Hotdog show
De Billy Hotdog show is een Nederlands kinderprogramma uit begin jaren 90 dat werd uitgezonden door de TROS op vrijdagmiddag. Later verhuisde het kinderprogramma een korte tijd naar de woensdagmiddag.

## Geschiedenis
Vanaf 1984 maakte producent John de Mol programma's voor de zender Sky Channel. Hoewel de zender zich richtte op de Nederlandse markt zond deze uit in het Engels. Dit omdat het een commerciële zender was en dat in de jaren 80 nog niet was toegestaan in Nederland. Door uit te zenden in het Engels omzeilde de zender Nederlandse regelgeving. Een van de programma's die De Mol voor de zender maakte was The DJ Kat Show, een kinderprogramma gepresenteerd door Linda de Mol. De pop DJ Kat werd gespeeld door Robbie Hahn. John de Mol zag in het begin niets in de plannen van zijn zus om te presenteren, dus deed ze in het geheim auditie. Na een ruzie en het zien van de auditie moest De Mol toch toegeven dat zijn zus het beste uit de bus kwam en ging zij het programma presenteren. 
Eind 1988 besloot Sky Channel zich niet langer te richten op de Nederlandse markt. Hoewel de zender doorging met de The DJ Kat show, stopte ze de samenwerking met John de Mol en werden zijn zus en Hahn vervangen. Het programma met de kat was tot en met de laatste (in Nederland uitgezonden) aflevering een groot succes onder de Nederlandse jeugd. Daarop besloot de TROS het idee over te nemen. Dat werd in januari 1989 De Billy Hotdog show. De kat werd vervangen door de hond Billy Hotdog. Linda tekende opnieuw voor de presentatie en Hahn verzorgde het poppenspel. Het tweetal maakte hetzelfde mee als de personages bij Sky omdat het programma gebruikmaakte van de originele Engelse scripts. Billy Hotdog was vriendelijker van aard dan DJ Kat, maar was in feite hetzelfde personage en had ook dezelfde stem. Nu sprak hij alleen Nederlands met een Engels accent. Linda en Billy kondigen in het programma andere kinderprogramma's aan, maar ontvangen ook gasten en beleven avonturen. Ook wordt er veel gelachen en maakt vooral Billy er elke week een enorme puinhoop van. Het programma liep uiteindelijk tot 26 juni 1991, waarna de TROS de stekker eruit trok omdat men het te duur vond. Hahn vertrok naar Engeland en De Mol richtte zich meer op televisie voor volwassenen, iets waar ze al aan was begonnen tijdens De Billy Hotdog show. In de zomer van 1991 is er nog wel een serie korte afleveringen uitgezonden over Billy Hotdog waarin het duo korte avonturen beleeft. Deze uitzendingen waren op woensdagmiddag. Deze 10 minuten durende serie werd uitgezonden onder de naam Billy Hotdog.

## Programma's die te zien waren inDe Billy Hotdog show
- Alf on Melmac
- Bassie en Adriaan
- De DD show met Norbert Netten
- Denver the Last Dinosaur
- Emilie
- Erik of het kleine insectenboek
- Heatcliff en Co
- Ministars met Martijn Krabbé
- Rik de Raaf
- Rosco's rad van avontuur
- Suske en Wiske (poppenserie)

## Trivia
- In 1989 presenteerde Linda de Mol ook haar eerste grote spelshow bij de TROS. Deze show heette Dierenbingo. In de laatste aflevering is onverwacht de pop Billy Hotdog te gast. Deze verstoort tot grote hilariteit van het publiek en de presentatrice diverse malen de show en neemt daarbij geen blad voor de mond.
- In 1990 was Billy Hotdog te gast bij Linda de Mol in het programma De Leukste Thuis.
- In de jaren van Sky Channel had De Mol korte tijd een relatie met Hahn, haar tegenspeler uit het kinderprogramma.